# 拉梅尼特雷站
拉梅尼特雷站，是法国的一个铁路车站，位于法国城市拉梅尼特雷。

## 位置
拉梅尼特雷站位于拉梅尼特雷市区的南部，图尔－圣纳泽尔铁路的320.145公里处，距离Gare de Tours大约85公里。车站大致呈东南-西北走向，开口朝东北。

## 设施
拉梅尼特雷站是一个无人看守的乘降所，站内设有自动售票机，可以出售有效期为7日的TER列车车票。此外，乘客可通过车站东侧的公路高架桥前往对向的站台。

## 停靠线路
以下列车线路在拉梅尼特雷站停靠：
| 拉梅尼特雷站列车线路表         |      |                      |                   |              |
| 线路                           | 车种 | 上一站               | 下一站            | 大致运行频率 |
| Tours→Le Croisic               | TER  | Saumur               | Angers Saint-Laud | 每天1班      |
| Tours→Rennes                   | TER  | Saumur               | Angers Saint-Laud | 每天1班      |
| Tours/Saumur—Nantes            | TER  | Saumur               | Angers Saint-Laud | 每天3趟左右  |
| Tours/Saumur—Angers Saint-Laud | TER  | Les Rosiers-sur-Loir | Saint-Mathurin    | 每天7趟左右  |
| 1. 2. 3.                       |      |                      |                   |              |

## 配套交通

### 长途客车
| 停靠拉梅尼特雷站的大巴车        |          |                                                                    |
| 上下车地点                      | 运营单位 | 主要线路及目的地                                                   |
| Place de l'Église               | Anjoubus | - 4号线：Angers、Loire-Authion、Saint-Martin-de-la-Place、Saumur   |
| Devant la gare 拉梅尼特雷站门口 | SNCF     | 当某条铁路线施工或罢工时，SNCF可能会提供途径该线路沿途站点的大巴车 |
| 1. 2. 3.                        |          |                                                                    |

### 市内交通
拉梅尼特雷站附近暂无城市公共交通线路经过。

### 社会车辆
拉梅尼特雷站门口设有社会车辆停车场。

## 临近车站
| 拉梅尼特雷站（Gare de La Ménitré） |                       |                |
| 上行车站                           | 线路                  | 下行车站       |
| Les Rosiers-sur-Loir               | Tours - Saint-Nazaire | Saint-Mathurin |
| - 本表仅显示运营中的线路及车站     |                       |                |